# لوسيوس أ. بربور
لوسيوس أ. بربور (بالإنجليزية: Lucius A. Barbour)‏ هو عسكري أمريكي، ولد في 26 يناير 1846 في ماديسون في الولايات المتحدة، وتوفي في 6 نوفمبر 1922 في هارتفورد في الولايات المتحدة.